# Trondheim Ishockeyklubb
Trondheim Black Panthers (grundlagt den 18. juni 1986 som Trondheim Ishockeyklubb, lukket 3. marts 2008) var en ishockey klub fra Trondheim, som spillede sine hjemmekampe i Leangen Ishall. Klubben blev grundlagt af en sammenslutning af de lokale andendivisionsklubber Astor og Strindheim. Tanken bag dette var at forene kræfterne i trøndersk ishockey. Holdet oplevede øjeblikkelig succes og rykkede op til den øverste division inden sæsonen 1987-88. Klubben har aldrig vundet det norske mesterskab, men har to ligamesterskaber i 1989 og 1992.